# 별책 마가렛
《별책 마가렛》은 슈에이샤에서 출판하는 여성향 월간 만화 잡지이다. 소녀만화라고 불리는 순정/학원물 소재의 만화를 연재하고 있다.
일본에서 정가 490엔이며, 매월 13일마다 발간된다.별책마가렛의 페이지수는 약 500~600페이지다. 종이는 하얀 종이가 아닌 페이퍼백이며 매달 4개의 작품이 권두컬러이다. 목차는 맨 뒷페이지에 나와있다. 또한 연재작품은 단행본(레이블: 마가렛 코믹스 MC)으로도 출판한다. 보통 4회분, 즉 4달분의 연재가 끝날 때마다 단행본 한 권씩 출간한다. 코믹스는 매월 25일에 출간된다.
매월 부록이 제공되며, 가장 많이 제공되는 부록은 소책자이다. 소책자에는 신인 작가들, 아마추어 작가들의 단편만화가 실려있거나 별책마가렛 연재작의 번외편이 실려있기도 한다. 1년에 약 1번정도로 드라마CD도 준다. 또한 신 연재작이 나오면 A5나 B5 등 작은 사이즈의 클리어파일, 혹은 포스트카드를 준다. 간혹 스티커, 메모지 등의 부록도 있다. 매년 1월호에는 캘린더와 스케줄러를 부록으로 제공한다.

## 연재 작품
연재작은 매월 14개정도이며 간혹가다 신인작가들의 단편도 함께 수록된다. 단편은 보통 1화 분량이거나 4화 분량으로 4화 분량이면 코믹스도 1권 발간한다. 이렇게 단편으로 연재를 마친 후에는 정식 작가로 데뷔하게 된다. 정식 작가들은 한 번 연재할 때 보통 짧으면 4권 분량 (약 16개월), 길면 10권도 넘어선다. 《너에게 닿기를》은 2005년부터 2017년12월까지 굉장히 긴 시간동안 연재되었다.

### 현재 연재작
- 사랑하고 사랑받고, 차고 차이고 (사키사카 이오)
- 사랑을 모르는 우리들은
- 내 손을 잡아
- 지역 M의 주민
- 근사한 남친
- 마치다군의 세계
- 우주의 끝의 중심의
- 내거!

### 과거 연재작
- 아오하라이드
- 스트롭에지
- 늑대소녀와 흑왕자
- 바이바이 리버티
- 선생군주 (철벽선생)
- 무지개빛 데이즈
- 너에게 닿기를
- 리리헬로
- 호시토쿠즈 (별과 부스러기)

## 같이 보기
- 마가렛 (잡지)